# Pardosa milvina
Pardosa milvina es una especie de araña araneomorfa del género Pardosa, familia Lycosidae. Fue descrita científicamente por Hentz en 1844.
Habita en Canadá y los Estados Unidos.

## Descripción
Los ojos de la araña están dispuestos en un patrón característico con una fila superior de cuatro ojos y las filas posteriores con solo dos ojos cada una. Tienen patas delgadas y largas con largas espinas. Pardosa milvina no puede trepar superficies lisas debido a la falta de mechones de pelo que son comunes al final de las patas de otras arañas. Estas arañas lobo tienen quelíceros más pequeños y rayas dorsales más onduladas que otras arañas de esta familia. Tienen manchas amarillas en el abdomen y los machos tienen pelos blancos en las rótulas. Esta especie es pequeña, ya que la hembra más grande mide aproximadamente 6,2 mm de largo y el macho más grande mide aproximadamente 4,7 mm. Además, las arañas hembras llevan grandes sacos de huevos.

## Hábitat y distribución
Pardosa milvina se encuentra en altas densidades cerca de ríos y áreas agrícolas del este de América del Norte. Hay grandes variaciones en su abundancia a lo largo del año, entre meses o incluso de un año a otro. También se pueden encontrar en bosques secos y abiertos cerca del agua, como ríos, estanques y arroyos de Nueva Inglaterra, Georgia y el oeste de las Montañas Rocosas. Además, las arañas costeras abundan en hábitats alterados y se encuentran comúnmente en la superficie del suelo o en parches de mantillo.

## Dieta
Son depredadores cursoriales y forrajeadores activos. Se alimentan de artrópodos que viven en el suelo como los grillos. Estos también consumen dípteros, colémbolos, homópteros, tisanópteros, ortópteros pequeños y arañas pequeñas. Aunque son arañas más pequeñas, pueden abrumar a sus presas con sus quelíceros y patas. Esta especie agarra presas con sus patas y quelíceros, mordiendo a la presa hasta que es asesinada por el veneno. A veces ruedan sobre sus espaldas cuando están peleando con la presa. También pueden comer Hogna helluo.